# Padre Léo
Léo Tarcísio Gonçalves Pereira, SCJ, mais conhecido como Padre Léo (Delfim Moreira, 9 de outubro de 1961 – São Paulo, 4 de janeiro de 2007), foi um sacerdote brasileiro da Congregação dos Sacerdotes do Sagrado Coração de Jesus (dehoniano).

## Biografia
Filho de Joaquim Mendes e Maria Nazaré, foi sacerdote, cantor, compositor, apresentador, pregador e escritor.
Entrou para a Renovação Carismática Católica (RCC) em 1983 e, em 12 de outubro de 1995, fundou a Comunidade Bethânia, que, hoje, conta com mais de trinta membros e cinco casas espalhadas pelo Brasil, que têm como objetivos acolher e oferecer tratamento a dependentes químicos, alcoólatras e portadores do vírus HIV, além de menores abandonados.
Em 2002 foi condecorado com o título de cidadão honorário de Curitiba, Paraná.

#### Câncer
Em abril de 2006, padre Léo começou um tratamento contra o câncer que teve e, mesmo debilitado, esteve presente no evento "Hosana Brasil 2006", da Comunidade Canção Nova, em dezembro, muito abatido pelo tratamento.

#### Morte
Em 4 de janeiro de 2007, ele morreu no Hospital das Clínicas em São Paulo, vítima de uma infecção generalizada em consequência de um câncer incurado no sistema linfático (linfoma).

## Obras
Em setembro de 2015, a Editora Canção Nova lançou a Biografia de Padre Léo, em livro de 680 páginas, de autoria de Marlon Arraes. Todos os direitos autorais do livro foram doados pelo autor à Comunidade Bethânia.
Ao todo, teve 28 livros publicados, cinco deles após sua morte, a maioria editados pela Editora Canção Nova e pela Loyola. O último intitula-se Pertencemos a Deus, escrito durante o tratamento contra o câncer. Outros títulos: Viver com HIV, A Cura do Ressentimento, Rezando a Vida,  Famílias Restauradas, Buscai as Coisas do Alto. Sobre o padre Léo, Felipe Rinaldo Queiroz de Aquino opinou:
| “ | Pe. Léo nos deixou também um acervo espiritual muito grande em seus livros e pregações, tratando sobretudo da restauração da pessoa humana, pela cura interior e pela restauração da família. Na Comunidade Bethânia era um incansável pregador de retiros para casais e para jovens; sabia atingir muito bem o coração de todos com uma pedagogia especial, com alegria e profundidade. | ” |

## Beatificação
Em 8 de dezembro de 2019, durante o Hosana Brasil, acampamento da Canção Nova (onde Padre Léo fez sua última pregação, em 2006, meses antes de sua morte), foi anunciada a data de abertura de seu processo de beatificação. A notícia sobre a abertura do processo foi anunciada pelo fundador da Comunidade Canção Nova, monsenhor Jonas Abib, durante a missa de encerramento do Hosana Brasil 2019.
Presente na celebração, o presidente da Comunidade Bethânia, padre Vicente Neto, fez o anúncio da data:
| “ | 7 de março de 2020, às 16h, estaremos celebrando, com a presidência do arcebispo de Florianópolis, Dom Wilson Tadeu Jönck, a abertura do processo de beatificação de padre Léo e a elevação dele a Servo de Deus para honra e alegria do coração de Jesus. | ” |

Em 2020, foi anunciado o início de sua beatificação.
Vice-moderador e membro da Comunidade Bethânia, o padre Lúcio Tardivo é o presidente do Instituto Pe. Léo, criado para cuidar da causa de beatificação. Ele explica que, atualmente, o processo está chegando ao fim em sua fase diocesana. “Há cinco anos tivemos a graça de abrir o processo de beatificação do padre Léo. Hoje, estamos nos aproximando do fechamento e isso é uma grande graça. Ele morreu como um homem santo. Em toda sua trajetória de vida nos mostrou que é preciso buscar as coisas do alto”, afirmou.